# Mauvezin, Gers
Mauvezin (gaskonsko Mauvesin) je zdraviliško naselje in občina v južnem francoskem departmaju Gers regije Jug-Pireneji. Leta 2010 je naselje imelo 1.947 prebivalcev.

## Geografija
Naselje leži v pokrajini Gaskonji ob rekah Arrats in Gimone, 35 km severno od Aucha.

## Uprava
Mauvezin je sedež istoimenskega kantona, v katerega so poleg njegove vključene še občine Avensac, Bajonnette, Homps, Labrihe, Mansempuy, Maravat, Monfort, Saint-Antonin, Saint-Brès, Sainte-Gemme, Saint-Orens, Sarrant, Sérempuy in Solomiac s 4.336 prebivalci.
Kanton Mauvezin je sestavni del okrožja Condom.

## Zanimivosti
- Trg svobode, osrčje nekdanje srednjeveške bastide, obdan s stavbami z arkadnimi hodniki,
- grajska promenada s parkom, nastala ob ruševinah nekdanjega gradu, podrtega leta 1621,
- cerkev sv. Mihaela,
- stolp tour Jeanne d'Albret iz 14. stoletja.